# Oppidum

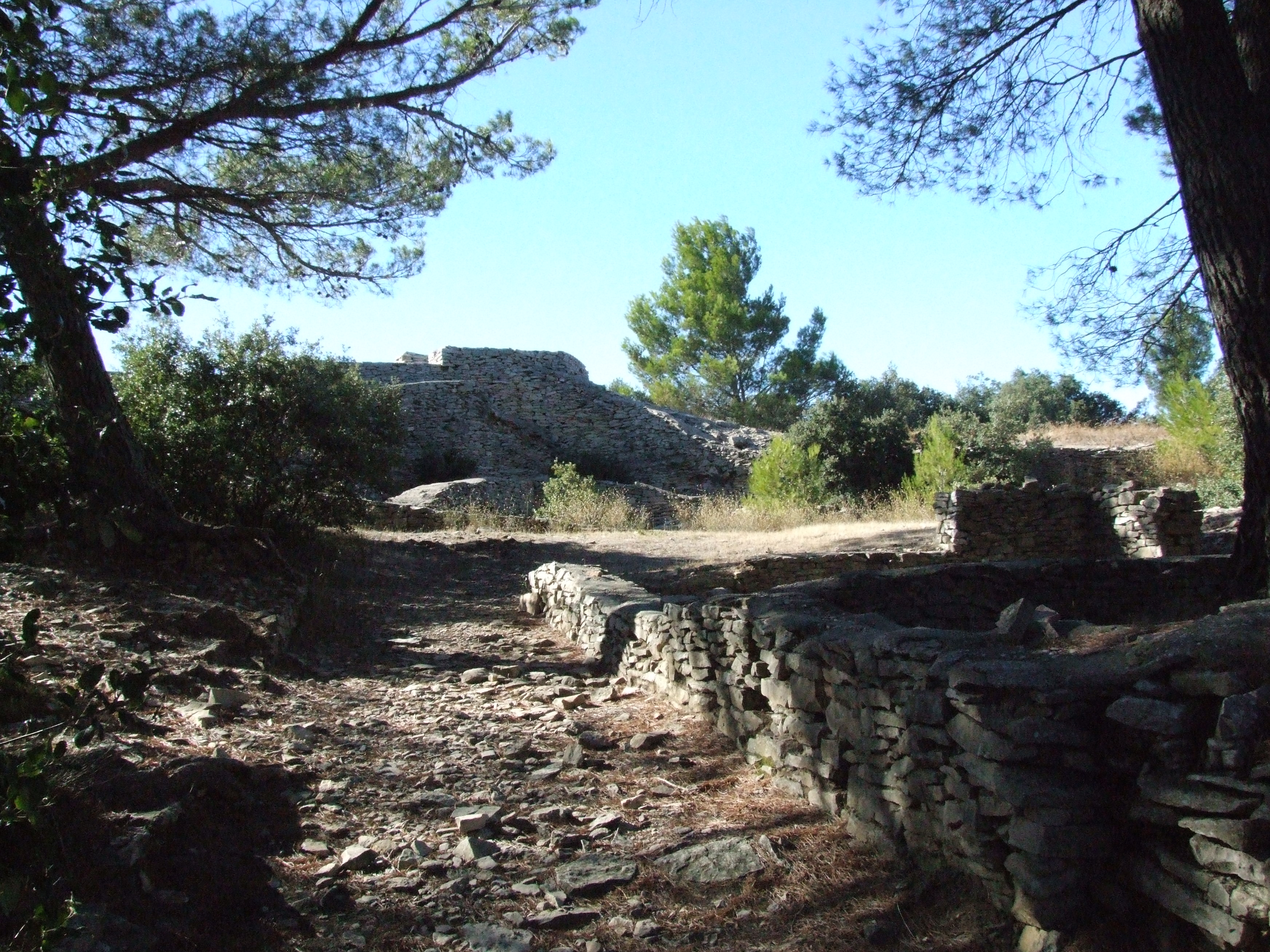
Nages (Languedoc-Rousillon) heeft twee Gallische oppida

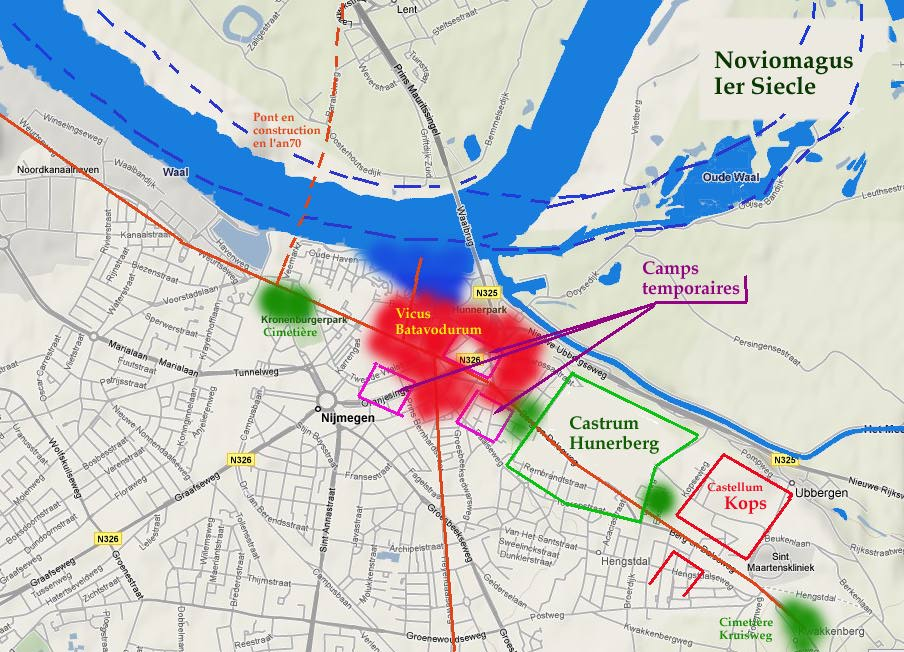
Schematische weergave van Oppidum Batavorum/Batavodurum (1e eeuw).

Een oppidum (Latijn: oppidum (mv.: oppida): verhoogde plaats, versterking) is een hoger gelegen plaats (meestal op een heuvel of plateau gelegen) waarvan de natuurlijke verdediging versterkt is door de mens ten tijde van de Kelten.
Oppida zijn voornamelijk bekend dankzij de beschrijvingen van Julius Caesar in zijn Commentarii de bello Gallico. Karakteristiek zijn de muren van aarde en steen, verstevigd door dwarsbalken in hout. Dit muurtype, dat specifiek was voor de Keltische (Gallische) oppida wordt murus gallicus genoemd. Op de Britse Eilanden daarentegen, waar vele versterkte omheiningen bekend zijn, werden simpele grondophopingen of stenen muren gebruikt.
De naam oppidum wordt gewoonlijk gebruikt om terreinen van verschillende grootte aan te duiden, gaande van 1 of 2 tot verschillende honderden hectaren: de omheining van het oppidum van Manching, nabij Ingolstadt in Beieren (Duitsland), kon zo een terrein van 350 hectare omvatten. Langs de andere kant werden de terreinen, onder die naam bekend, gebruikt van het begin van de ijzertijd tot de eerste eeuw van onze jaartelling.
De meeste oppida hadden geen grote permanente bevolking. Het waren goed verdedigbare vluchtoorden, waar de plattelandsbevolking in een tamelijk wijde omtrek zich schuilhield wanneer een vijandelijk leger hun grondgebied teisterde.
In de Romeinse tijd werd onder andere in Gallia Belgica de civitas gevestigd in een bevriende oppidum. Deze was het orgaan van de administratie op het lokale niveau, en het bestuur hiervan was verantwoordelijk voor het uitvoeren van de wet, het behouden van de orde, en het regelen van de financiën.
De benaming oppidum is in gebruik gebleven tot ver in de middeleeuwen, om een plaats als stad aan te duiden. Dit was om het onderscheid te maken met een villa of locus.

## Bekende oppida

#### Nederland
- Oppidum Batavorum (Nijmegen)

#### België
- Oppidum van Thuin
- Le Cheslé in Bérismenil
- Oppidum Caestert op het Plateau van Caestert (Kanne - Riemst)
- Rocher du Vieux-Château (Pont-de-Bonne - Modave)
- Oppidum van Olloy-sur-Viroin
- Oppidum van La Tranchée des Portes - Buzenol

#### Duitsland
- Oppidum Ubiorum Keulen in Duitsland
- Oppidum Augusta Treverorum bij Trier in Duitsland (voorheen Gallia Belgica)

#### Frankrijk
- Oppidum van Entremont nabij Aix-en-Provence in Frankrijk
- Oppidum Ensérune nabij Béziers in Frankrijk
- Het oppidum van Glanum in de Provence in Frankrijk
- Het Oppidum Menapiorum Kassel in het Noorderdepartement in Frankrijk
- Het Oppidum Uxellodunum
- Oppidum van Boviolles in het departement Meuse
- Oppidum van Jastres in de gemeente Lussas in de Ardèche in Frankrijk
- Alesia